# Seru Rabeni
Ratu Seru Raveive Rabeni (27 de dezembro de 1978 – 15 de março de 2016) foi um jogador de rugby fijiano. Ele atuou como um centro ou ala.
Rabeni era conhecido no clube e a nível internacional por seu porte fisico, o que lhe valeu o apelido de "Rambo".